# Siklósnagyfalu
Siklósnagyfalu es un pueblo ubicado en el distrito de Siklós, en el condado de Baranya, Hungría.

## Superficie
Posee una superficie de 9,090 kilómetros cuadrados.

## Demografía
Hasta 2019 la población era de 417 habitantes, con una densidad de población de 45,87 habitantes por kilómetro cuadrado.